# Kostelec u Heřmanova Městce
Kostelec u Heřmanova Městce je obec v okrese Chrudim v Pardubickém kraji. Dohromady v nich žije 371 obyvatel.

## Historie
První písemná zmínka o vesnici pochází z roku 1257.

## Obyvatelstvo
| Rok            | 1869 | 1880 | 1890 | 1900 | 1910 | 1921 | 1930 | 1950 | 1961 | 1970 | 1980 | 1991 | 2001 | 2011 | 2021 |
| -------------- | ---- | ---- | ---- | ---- | ---- | ---- | ---- | ---- | ---- | ---- | ---- | ---- | ---- | ---- | ---- |
| Počet obyvatel | 487  | 596  | 595  | 607  | 605  | 557  | 549  | 431  | 433  | 345  | 298  | 234  | 266  | 324  | 360  |
| Počet domů     | 72   | 75   | 82   | 84   | 87   | 95   | 104  | 126  | 117  | 114  | 107  | 125  | 128  | 151  | 169  |

## Obecní správa
Mezi lety 1869–1988 Kostelec u Heřmanova Městce byl obcí v okrese Chrudim. Od 1. ledna 1989 do 30. srpna 1990 patřil jako část města k Heřmanovu Městci a od 31. srpna 1990 je opět samostatnou obcí.

### Části obce
- Kostelec u Heřmanova Městce
- Tasovice

### Obecní symboly
Znak a vlajka byly obci uděleny rozhodnutím předsedy Poslanecké sněmovny Parlamentu České republiky dne 5. dubna 2017.

## Hospodářství
- Fotovoltaická elektrárna - byla vybudována na místě zbořené vápenky.
- Sklad státních hmotných rezerv – v jižní části katastru se nachází sklad Správy státních hmotných rezerv Vrbice II, který ukrývá zásoby leteckého petroleje a motorové nafty (celkový objem 40 000 m³).[8] V roce 2008 byla dokončena jeho rekonstrukce a navýšena jeho kapacita. Je určen především pro potřeby Armády ČR a NATO. Tento sklad je propojen produktovodem s přidruženým skladem Vrbice I v katastru obce Úherčice. Při bleskové povodni v červnu 2020 odtud unikla část nafty do Podolského potoka.[9]

## Pamětihodnosti
- Kostel svatého Petra a Pavla – románský kostel v gotické přestavbě ze 14. století stojí na místě bývalé panského sídla, po níž zbyly obranné valy obepínající kostel i s přilehlým hřbitovem. Kostel s boční lodí či kaplí na jižní straně byl ve druhé polovině 19. století regotizován pod vedením J. Schmoranze ze Slatiňan. V presbytáři kostela je na jižní stěně freska vyobrazující 9 z údajných 12 rytířů – pánů z Mrdic, kteří se skrze modlitby snaží dojít božího odpuštění za svůj hříšný život, ve kterém terorizovali okolí. Tato freska je epitafem z poloviny 16. století, avšak pod ní jsou ukryté malby starší ze 14. století, částečně odhalené na protější severní stěně.
- Dům čp. 27
- Zaniklý kostelecký hrad, jehož stopy se dochovaly v okolí kostela svatého Petra a Pavla

## Galerie

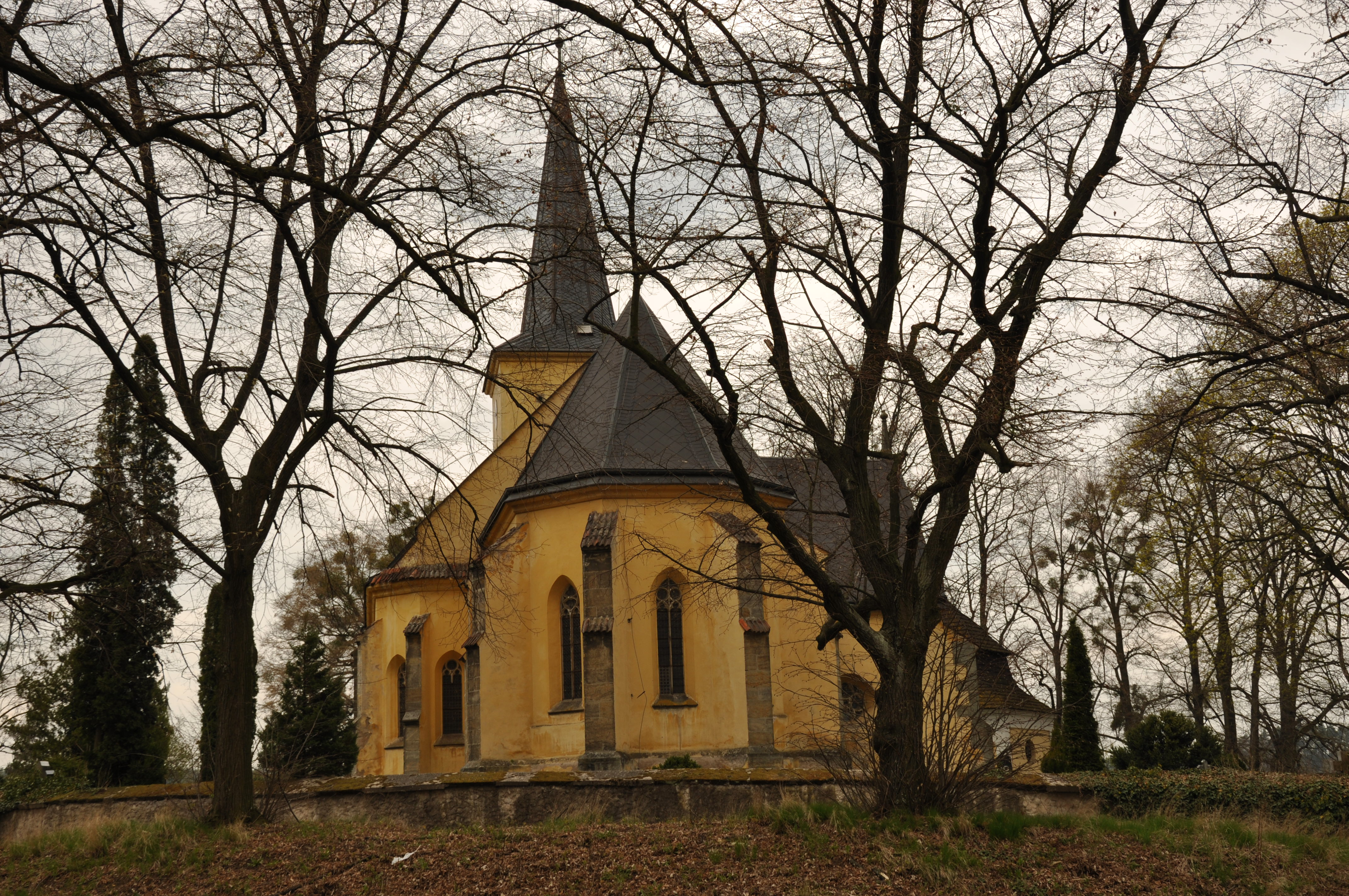
Kostel svatého Petra a Pavla
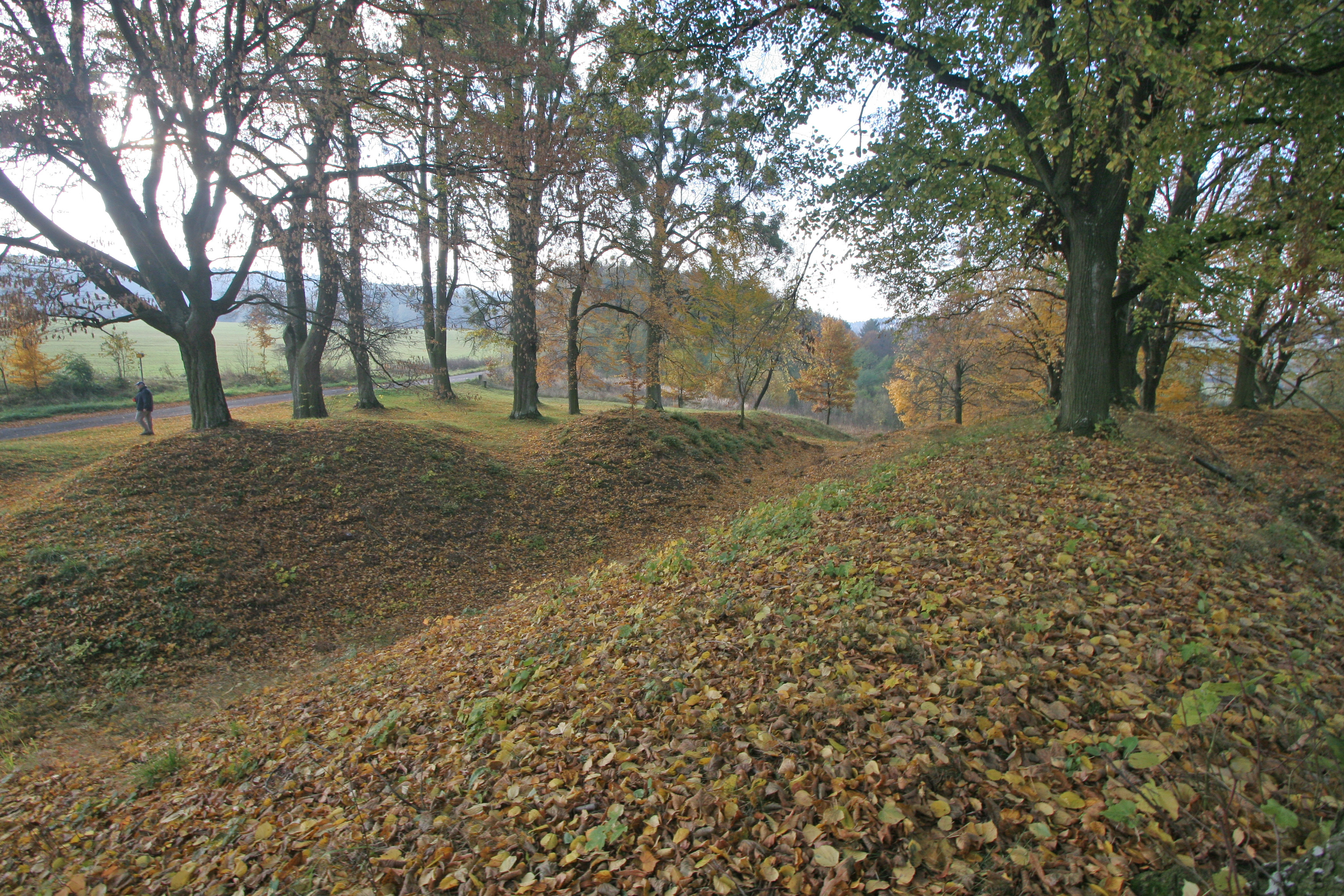
Valy zaniklého hradu poblíž kostela
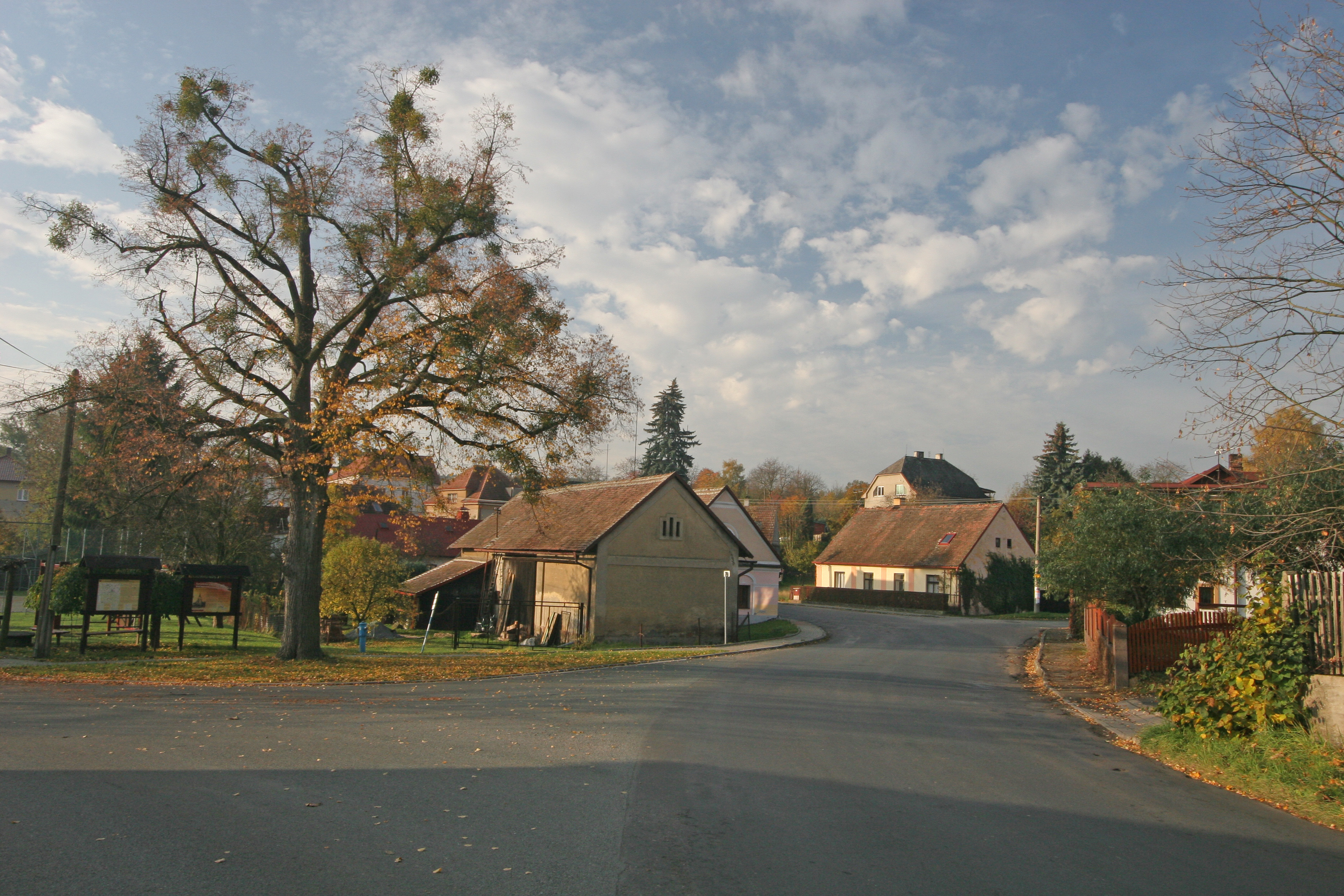
Centrální část obce
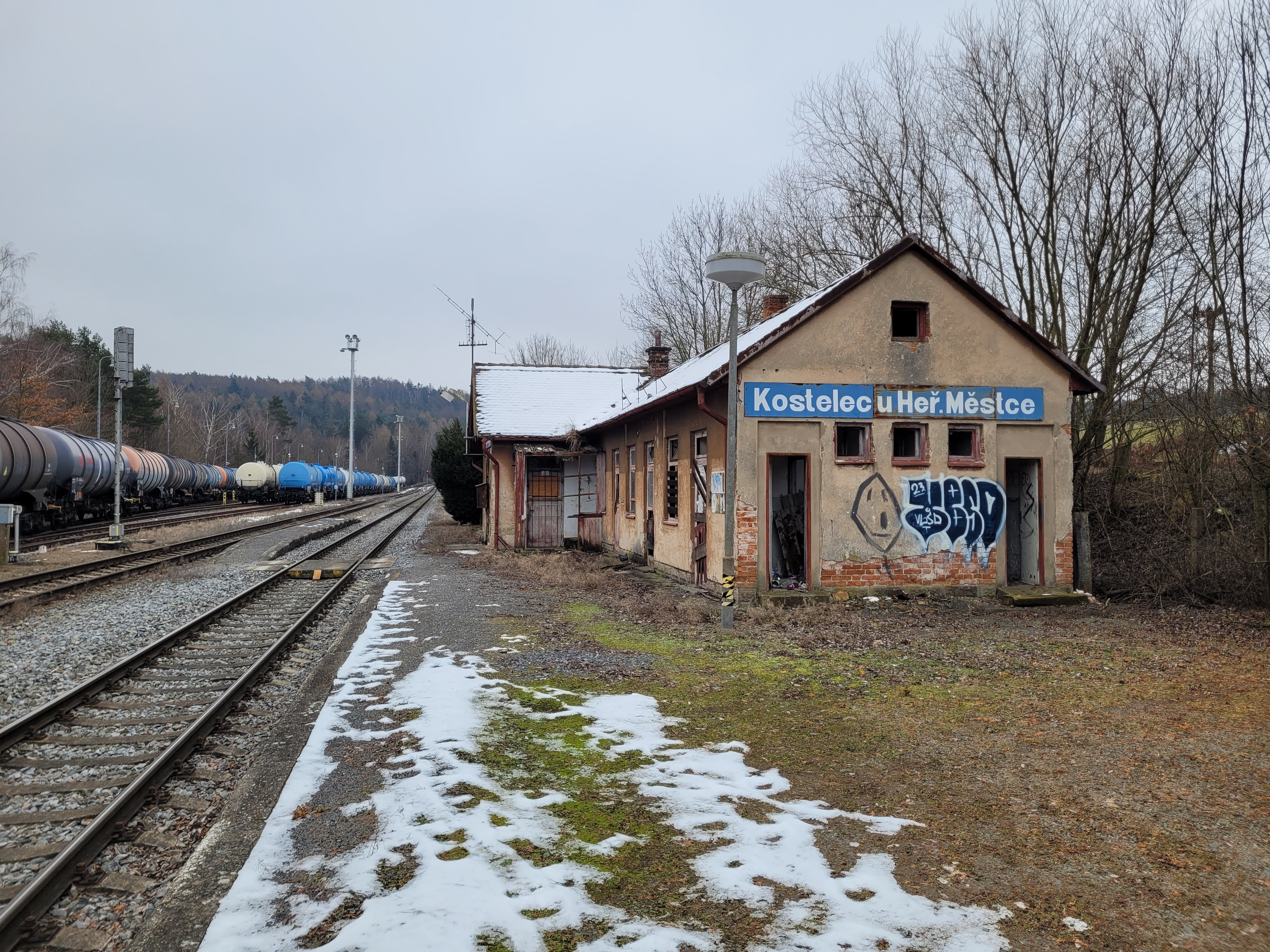
Železniční stanice Kostelec u Heřmanova Městce
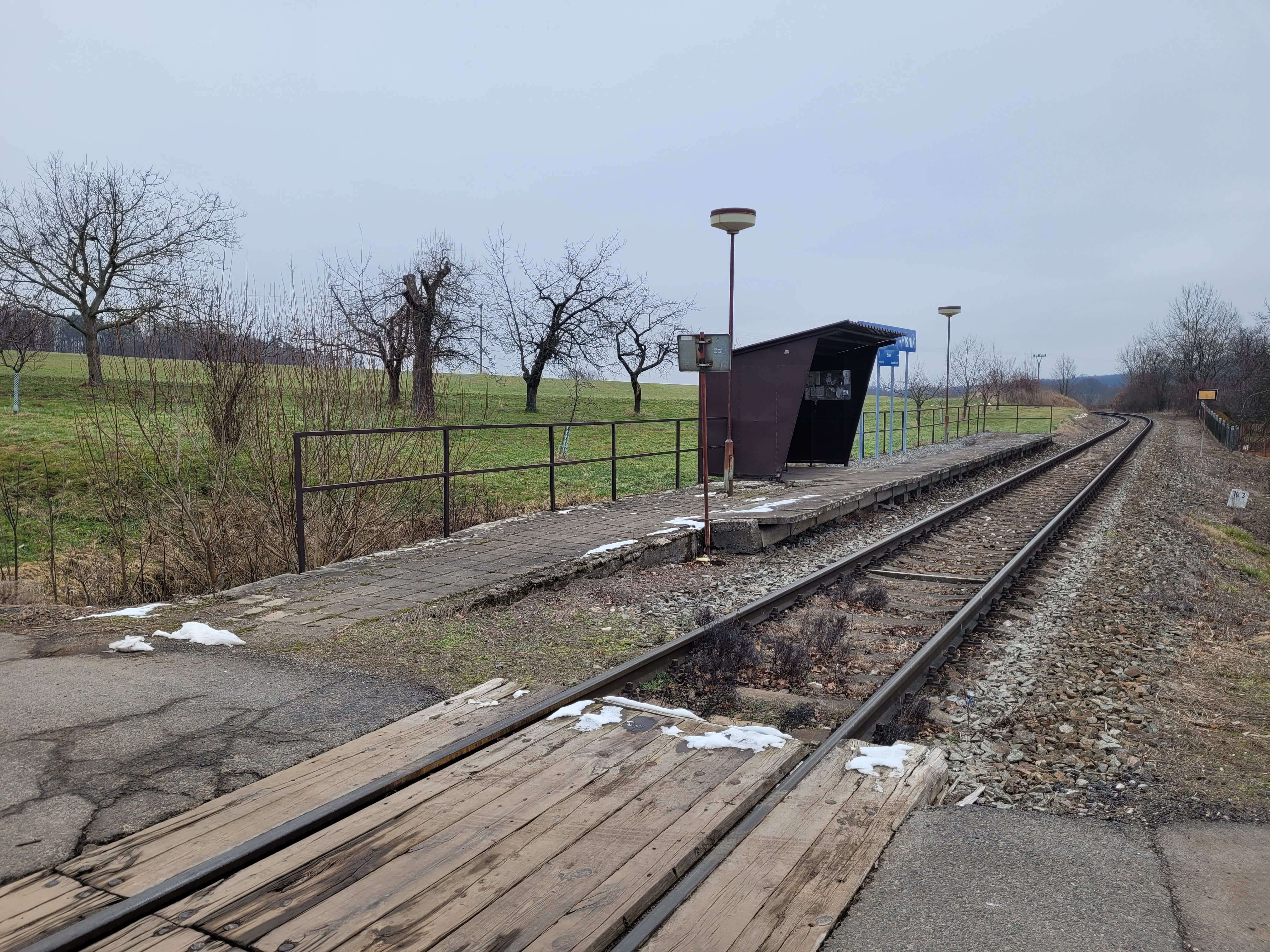
Železniční zastávka Kostelec u Heřmanova Městce-Písník